# 岐阜県の登録有形文化財一覧
岐阜県の登録有形文化財一覧（ぎふけんのとうろくゆうけいぶんかざいいちらん）は、岐阜県にある登録有形文化財（国登録）の一覧。

## 岐阜地域

### 岐阜市

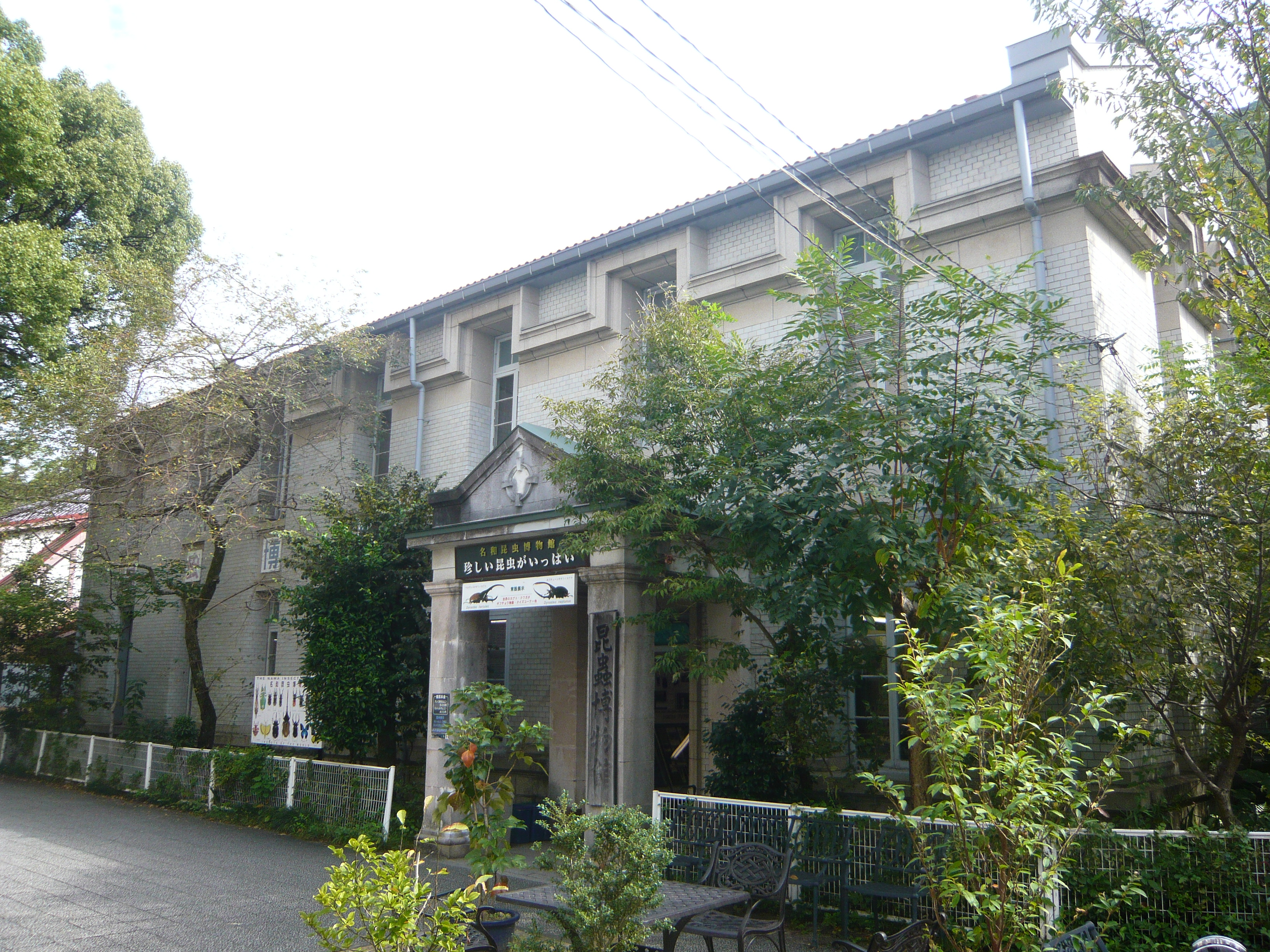
名和昆虫博物館

- 名和昆虫博物館
- 鏡岩水源地旧エンジン室
- 鏡岩水源地旧ポンプ室
- 岐阜公園三重塔
- 葛西家住宅主屋
- 葛西家住宅長屋門
- 震災紀念堂
- 旧松喜仏壇店店舗兼主屋
- 旧櫻井銘木店店舗兼主屋
- 旧櫻井銘木店土蔵
- 空穂屋店舗兼主屋
- 空穂屋土蔵
- 抱石庵（久松真一記念館）
- 藤田家住宅主屋
- 藤田家住宅土蔵
- 旧青木家住宅（エグゼクス・ガーデン）表門
- 市原家住宅主屋
- 市原家住宅長屋門
- 後藤家住宅主屋
- 後藤家住宅離れ
- 後藤家住宅旧郵便局舎
- 後藤家住宅土蔵
- 後藤家住宅門
- 後藤家住宅地蔵覆屋

### 各務原市

皆楽座

菊川酒造本蔵

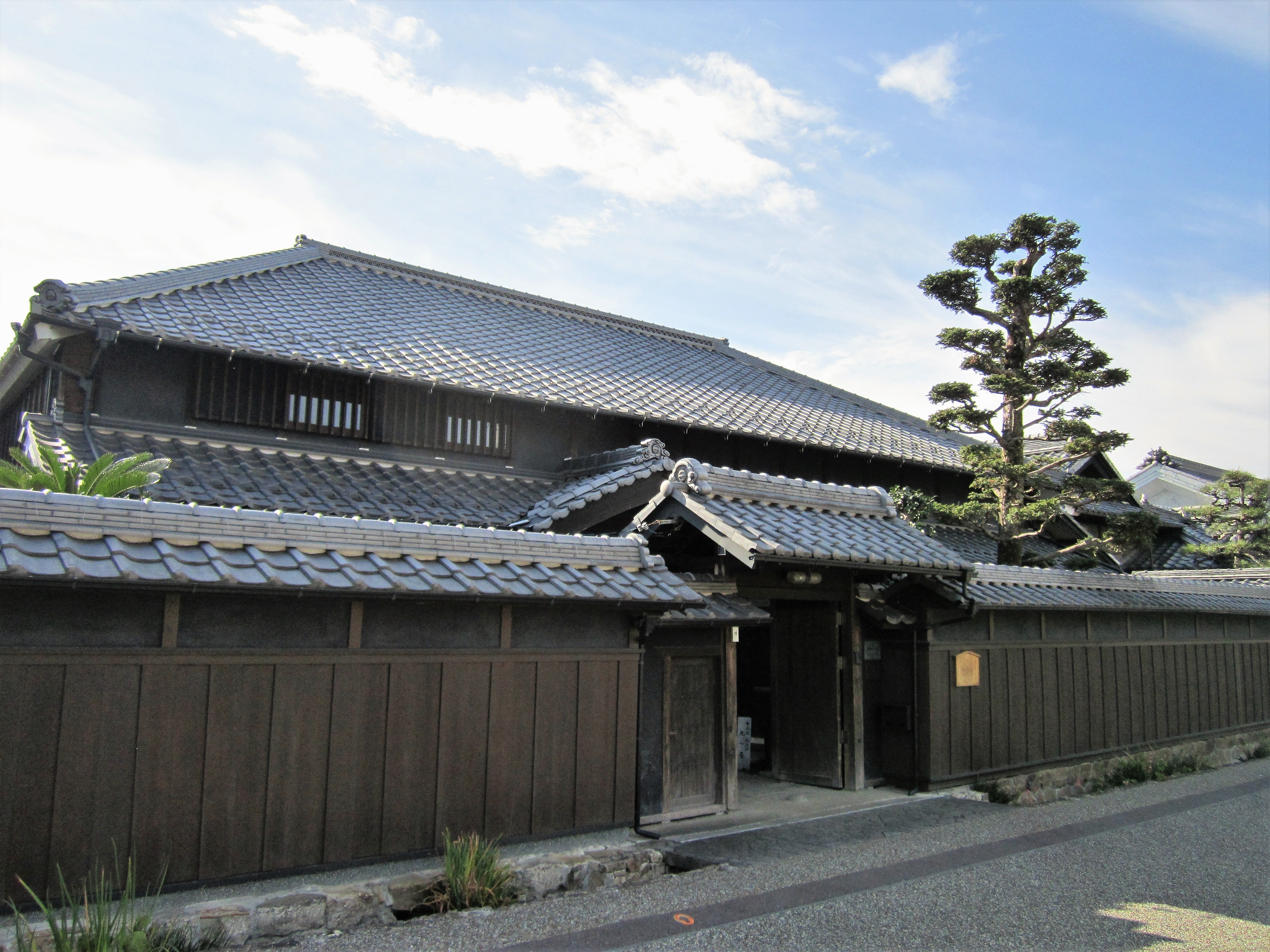
酒井家住宅主屋

- 皆楽座
- 梅田家住宅主屋
- 梅田家住宅離れ
- 梅田家住宅土蔵
- 坂井家住宅主屋
- 坂井家住宅土蔵
- 坂井家住宅門及び塀
- 貞照寺本堂
- 貞照寺庫裏
- 貞照寺書院
- 貞照寺鐘楼
- 貞照寺門
- 貞照寺宝物庫
- 貞照寺稲荷堂
- 貞照寺浄水舎
- 前野町火の見櫓
- 梅田家住宅主屋
- 梅田家住宅離れ
- 丹羽家住宅主屋
- 安田家住宅主屋
- 菊川酒造本蔵
- 菊川酒造豆蔵
- 菊川酒造一号倉庫・二号倉庫
- 今尾家住宅主屋
- 今尾家住宅離れ
- 今尾家住宅米蔵
- 今尾家住宅表門及び塀
- 今尾家住宅中門及び塀
- 今尾家住宅薬師堂
- 鈴木家住宅長屋門
- 尾関良彦家住宅主屋
- 尾関良彦家住宅蔵
- 尾関幸一家住宅主屋
- 尾関幸一家住宅離れ
- 尾関幸一家住宅納屋
- 上の島神明神社本殿
- 上の島神明神社幣殿
- 上の島神明神社社務所
- 上の島神明神社手水舎
- 上の島神明神社太鼓橋
- 上の島神明神社蕃塀
- 上の島神明神社鳥居
- 水野家住宅主屋
- 加佐美神社本殿
- 加佐美神社幣殿
- 加佐美神社拝殿
- 小町酒造店舗兼主屋
- 小町酒造離れ
- 小町酒造土蔵
- 小町酒造門及び塀
- 小町酒造通用門
- 清水家住宅主屋
- 小林家住宅門
- 奥村家住宅主屋
- 小島家住宅主屋（大佐野町）
- 酒井家住宅主屋
- 酒井家住宅土蔵
- 小島家住宅主屋（成清町）
- 小島家住宅附属屋（成清町）
- 小島家住宅表門（成清町）
- 小島家住宅外塀（成清町）
- 小島家住宅中門及び庭塀（成清町）

### 笠松町
- 岐工記念館（旧岐阜県工業試験場）
- 杉山家住宅主屋
- 和田家住宅主屋
- 和田家住宅土蔵
- 和田家住宅門及び塀

## 西濃地域

### 大垣市

三輪酒造

- 矢橋家住宅主屋
- 矢橋家住宅隠居（竹雪廬）
- 矢橋家住宅書院（紅於亭）
- 矢橋家住宅表門
- 矢橋家住宅茶室
- 矢橋家住宅東蔵
- 矢橋家住宅中蔵
- 矢橋家住宅西蔵
- 三輪酒造北蔵
- 三輪酒造南蔵

### 海津市
- 羽根谷砂防堰堤（第一堰堤）
- 羽根谷砂防堰堤
- 伊藤家住宅主屋
- 伊藤家住宅収蔵庫

### 養老町

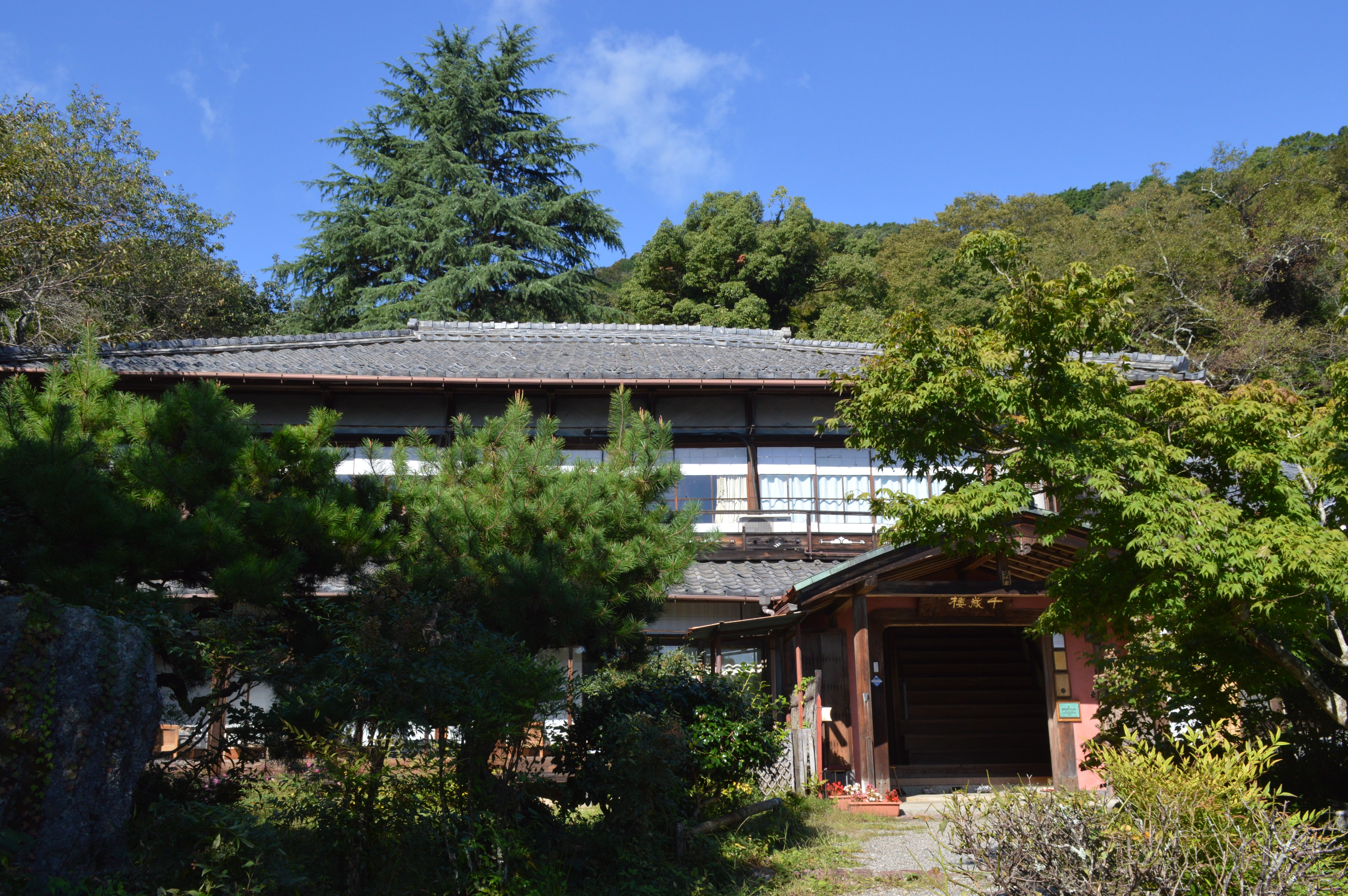
千歳楼本館

- 玉泉堂酒造店舗兼主屋
- 玉泉堂酒造小売り場
- 玉泉堂酒造土蔵
- 玉泉堂酒造南酒蔵
- 玉泉堂酒造北酒蔵
- 玉泉堂酒造検査室及び税務事務室
- 玉泉堂酒造洗米所
- 千歳楼本館
- 千歳楼流芳閣
- 千歳楼栖鳳閣

### 垂井町
- 小林家住宅主屋

### 大野町
- 旧北岡田家住宅主屋
- 旧北岡田家住宅離れ
- 旧北岡田家住宅米蔵
- 旧北岡田家住宅道具蔵
- 旧北岡田家住宅東納屋
- 旧北岡田家住宅北納屋
- 旧岡田酒店店舗兼主屋

## 中濃地域

### 関市
- 長屋清左衛門住宅主屋
- 長屋清左衛門住宅長屋門
- 旧宮川家住宅主屋

### 美濃市
- 長良川発電所本館
- 長良川発電所正門
- 長良川発電所外塀
- 長良川発電所余水路横断橋
- 長良川発電所日谷水路橋
- 長良川発電所湯之洞谷水路橋
- 長良川発電所下須原谷水路橋
- 長良川発電所第二沈砂池排水路暗渠
- 長良川発電所第一沈砂池防水壁
- 旧美濃町産業会館
- 旧名鉄美濃町線美濃駅本屋

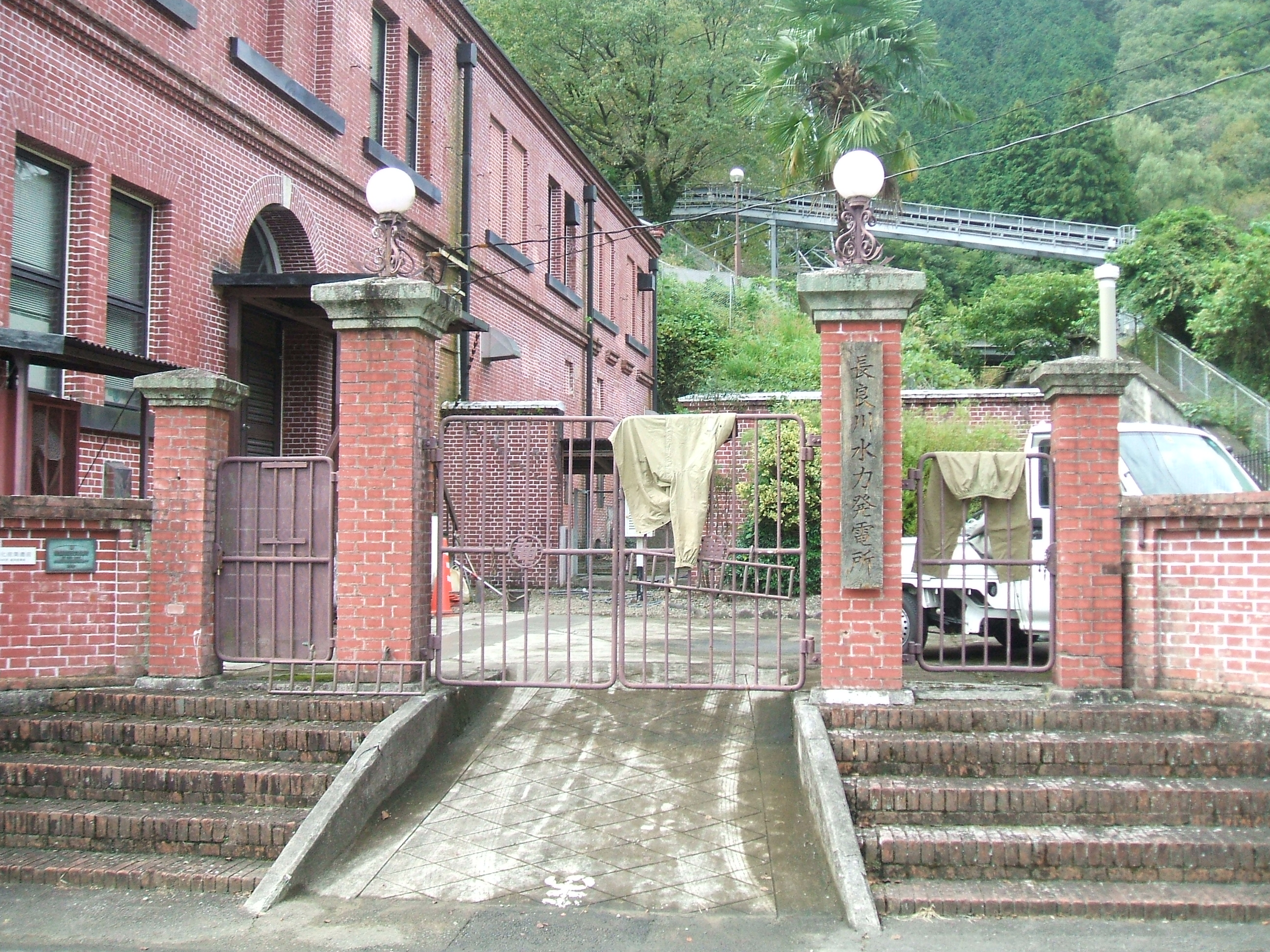
長良川発電所本館

- 旧名鉄美濃町線美濃駅プラットホーム及び線路
- 長良川鉄道美濃市駅本屋
- 長良川鉄道美濃市駅プラットフォーム及び待合所

### 郡上市
- 旧八幡町役場庁舎
- 旧八幡町役場土蔵
- 旧林療院本館
- 旧林療院看護婦棟
- 旧林療院レントゲン棟
- 河合家住宅主屋
- 河合家住宅東土蔵
- 河合家住宅西土蔵
- 旧堀谷医院
- 長良川発電所取水口呑口上部
- 庄村家住宅主屋
- 庄村家住宅東土蔵
- 庄村家住宅西土蔵
- 庄村家住宅附属屋
- 旧国鉄越美南線北濃駅機関車転車台
- 直井家住宅主屋
- 直井家住宅土蔵
- 水野家住宅主屋
- 水野家住宅土蔵
- 越前屋店舗兼主屋
- 石徹白家住宅主屋

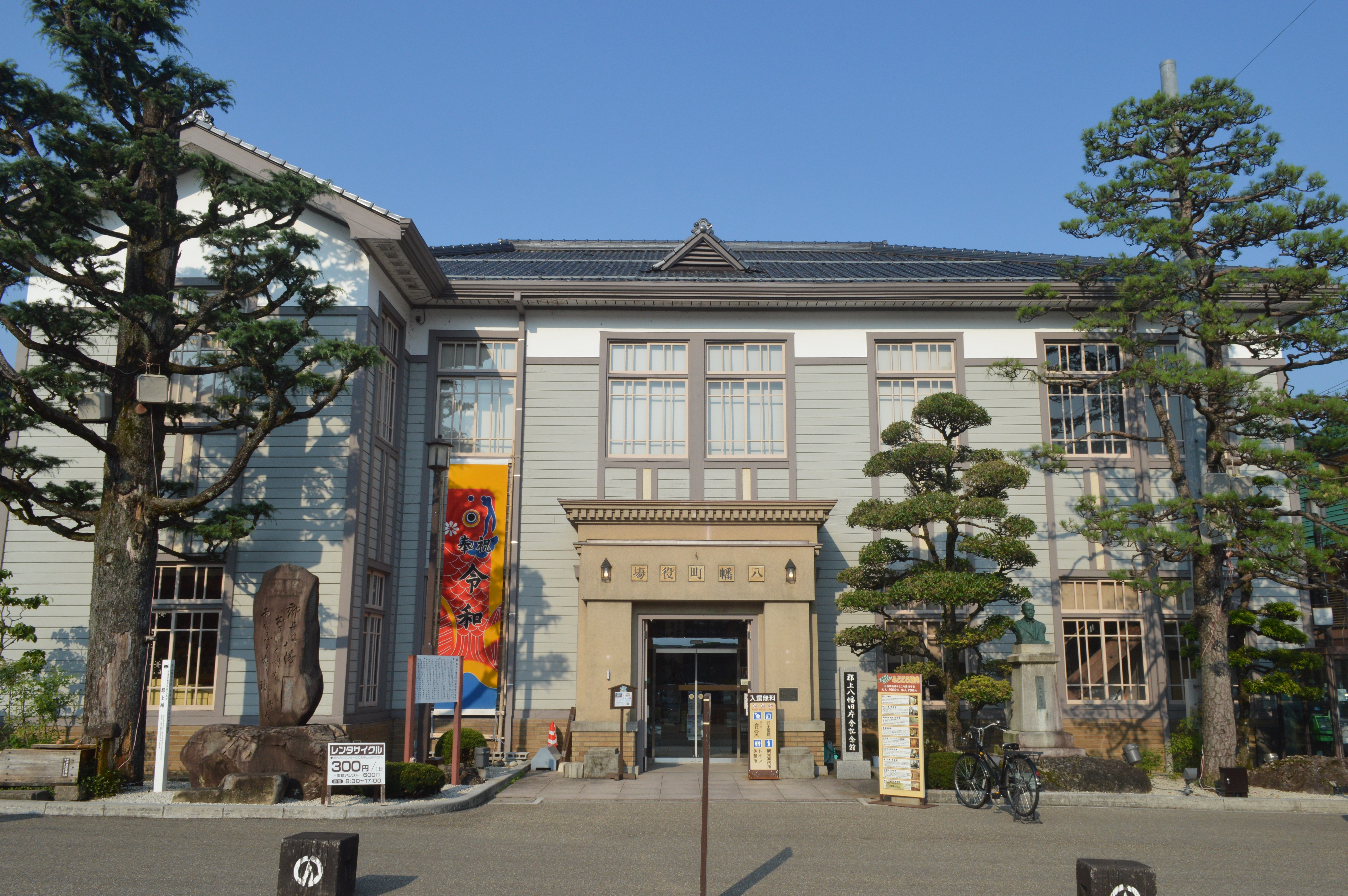
旧八幡町役場庁舎

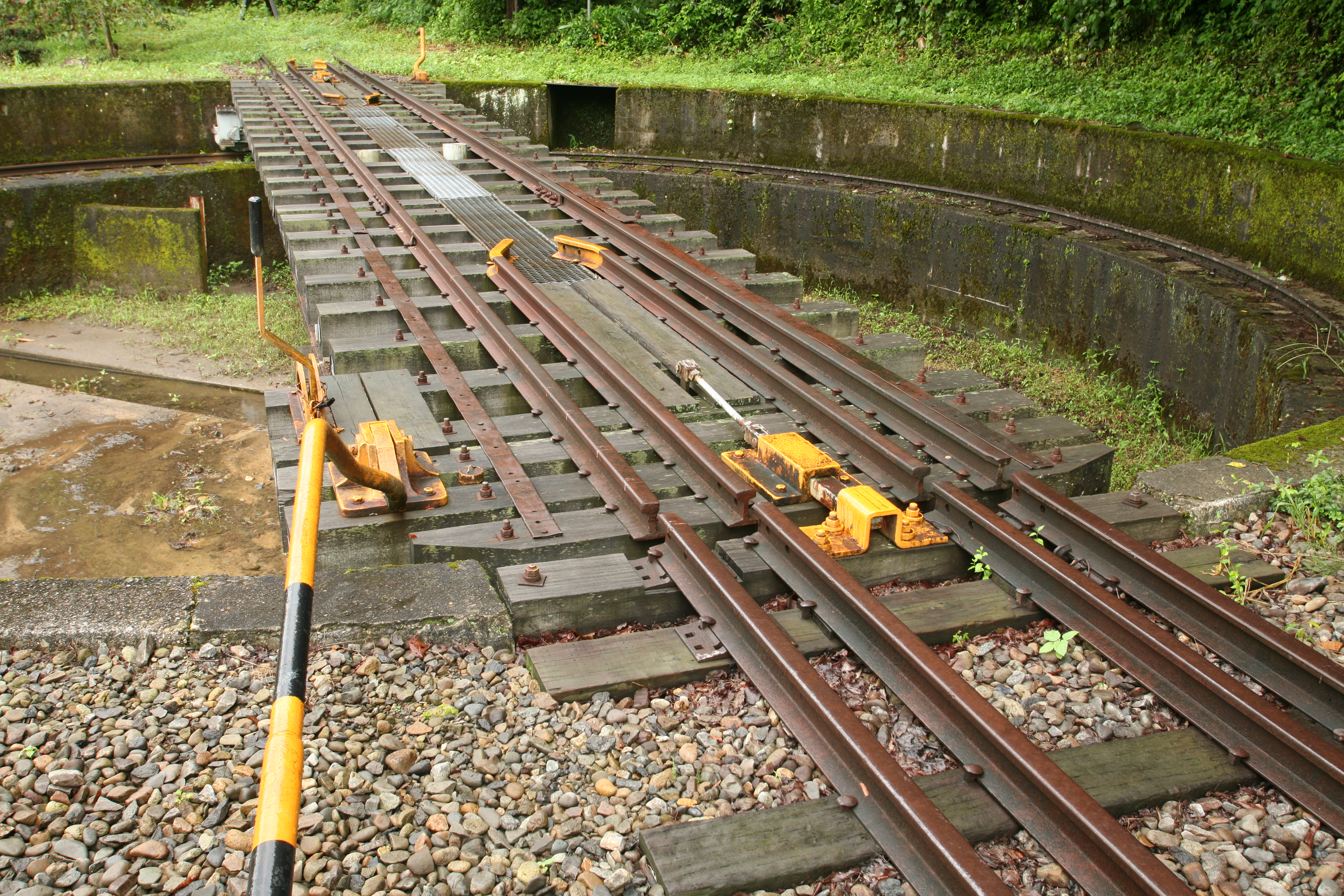
旧国鉄越美南線北濃駅機関車転車台

- 長良川鉄道郡上八幡駅本屋及び上りプラットフォーム
- 長良川鉄道郡上八幡駅物置及び梃子上屋
- 長良川鉄道郡上八幡駅下りプラットフォーム及び待合所
- 長良川鉄道郡上八幡跨線橋
- 旧和良森林組合事務所

### 美濃加茂市

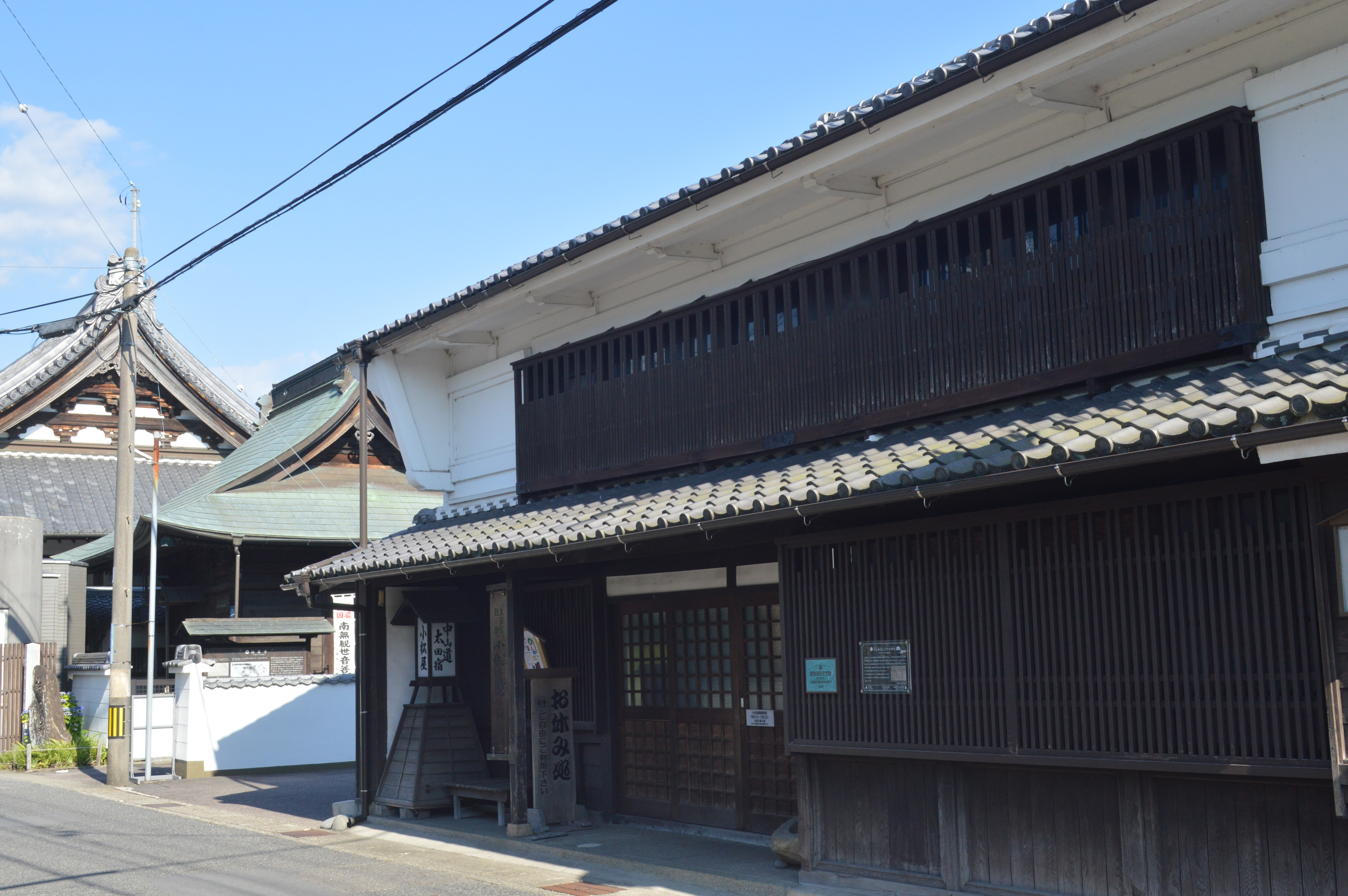
吉田家住宅主屋（旧小松屋）

- 吉田家住宅主屋（旧小松屋）
- 旧伊深村役場庁舎

### 八百津町
- 熊野神社目隠門
- 法誓寺本堂

### 白川町

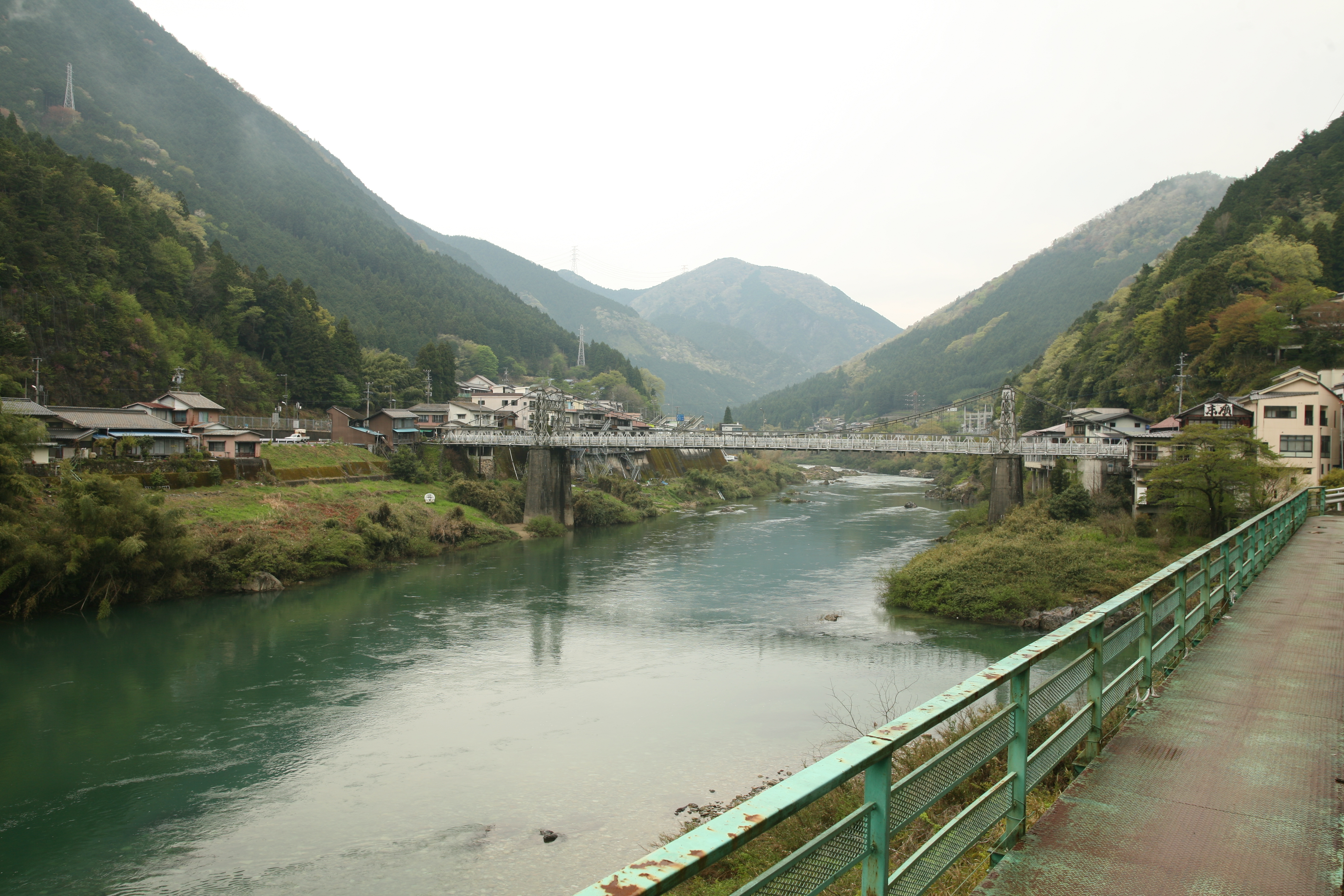
白川橋

- 白川橋

### 御嵩町
- 松屋山田家住宅
- 伊佐治家住宅主屋
- 伊佐治家住宅上座敷
- 伊佐治家住宅土蔵
- 伊佐治家住宅茶室
- 伊佐治家住宅長屋門

## 東濃地域

### 多治見市
- 上山家住宅主屋
- 上山家住宅洋館
- 上山家住宅北棟
- 上山家住宅東棟
- 上山家住宅倉庫
- 上山家住宅北物置
- 上山家住宅西物置

### 中津川市
- 山神砂防堰堤
- 二ヶ滝第一砂防堰堤
- 今井家住宅主屋
- 清水屋原家住宅主屋
- 清水屋原家住宅土蔵
- 上の上田屋上田家住宅主屋
- 上の上田屋上田家住宅離れ
- 上の上田屋上田家住宅土蔵

### 瑞浪市
- 保々家住宅主屋
- 三浦家住宅主屋
- 森川訓行家住宅主屋
- 森川善章家住宅主屋
- 大黒屋旅館主屋
- 酒波神社本殿
- 酒波神社鐘楼
- 美濃窯業株式会社瑞浪工場角型煙突
- 美濃窯業株式会社瑞浪工場丸型煙突

### 恵那市

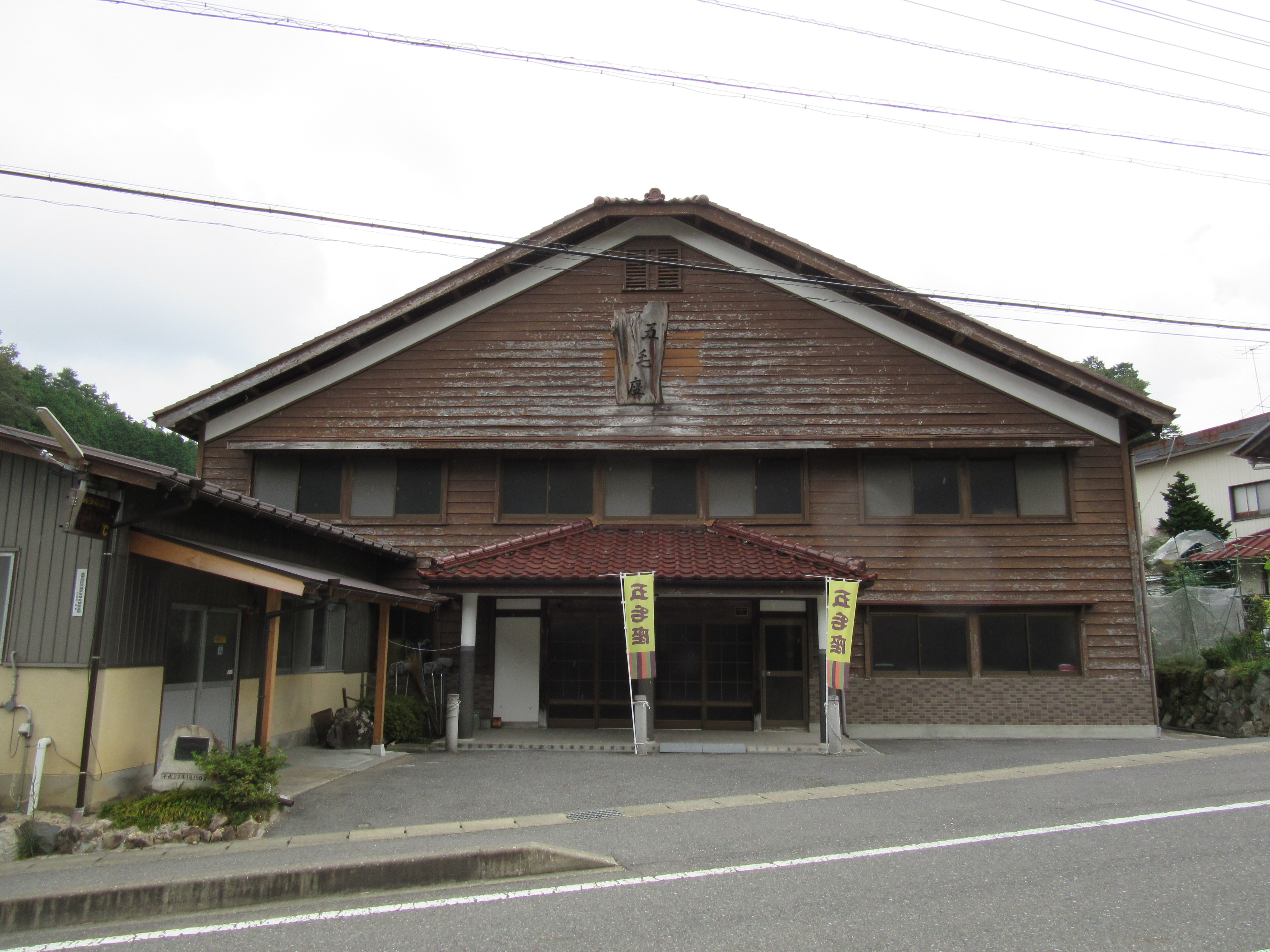
五毛座

- 日本大正村役場（旧明智町役場）
- 旧恵那市役所飯地事務所庁舎
- 旧恵那市役所飯地事務所サイレン塔
- 旧飯地公民館（五毛座）

### 土岐市
- 浦山第二砂防堰堤

## 飛騨地域

### 高山市
- 天狗総本店
- 飛騨民俗村山岳資料館（旧高山測候所）
- 旧二村家住宅主屋
- 足洗谷第一号砂防堰堤
- 岩坪谷第一号砂防堰堤
- 岩坪谷第二号砂防堰堤
- 岩坪谷第三号砂防堰堤
- 日影第一号砂防堰堤
- 山桜神社火の見櫓
- 旅館かみなか本館
- 旅館かみなか土蔵
- 旧山岸写真館店舗兼主屋
- 旧山岸写真館土蔵
- 日下部味噌醤油醸造煉瓦館
- 長瀬茂八郎商店店舗兼主屋
- なべしま銘茶店舗兼主屋
- なべしま銘茶土蔵
- 旧須田歯科医院

### 飛騨市
- 渡邉家住宅土蔵別館
- 渡邉家住宅主屋
- 渡邉家住宅漬物蔵
- 渡邉家住宅上手蔵
- 渡邉家住宅中蔵
- 渡邉家住宅酒蔵
- 蒲酒造場主屋
- 蒲酒造場袖蔵
- 蒲酒造場文庫蔵
- 蒲酒造場仕込み蔵一
- 蒲酒造場仕込み蔵二
- 八ツ三館本館
- 八ツ三館大広間棟
- 八ツ三館土蔵
- 旧河合療院
- 河合家別邸主屋
- 河合家別邸土蔵
- 河合家別邸門及び塀
- 浅井銃砲火薬店店舗兼主屋
- 浅井銃砲火薬店土蔵
- 浅井銃砲火薬店塀
- 小豆沢第一号砂防堰堤
- 小豆沢第二号砂防堰堤
- 小豆沢第三号砂防堰堤
- 桑谷第一号砂防堰堤
- 桑谷第二号砂防堰堤
- 桑谷第五号砂防堰堤
- 桑谷第六号砂防堰堤
- 桑谷第十号砂防堰堤
- 六郎谷第一号砂防堰堤
- 六郎谷第二号砂防堰堤
- 大坪酒造店別邸
- 塩屋家住宅主屋
- 塩屋家住宅土蔵

### 下呂市
- 須賀家住宅主屋
- 須賀家住宅表蔵
- 須賀家住宅北蔵
- 湯之島館本館
- 湯之島館渡り廊下
- 湯之島館玄関
- 旧岩崎家住宅主屋
- 旧遠山家住宅板倉
- 都筑家住宅主屋
- 花田今井家住宅主屋
- 花田今井家住宅蔵
- 花田今井家住宅水車小屋・味噌蔵及び納屋
- 花田今井家住宅門及び塀
- 天領酒造店舗兼主屋
- 都筑家住宅土蔵